# 浮碧樓
浮碧樓位於朝鮮平壤市牡丹峰區域西側，建於公元393年。其名称“浮碧”意為在大同江碧綠的江水之上懸浮。其瓦頂為灰色，朱紅色立柱，内部的石桌可供人休息。
浮碧樓是平壤八景之一，朝鮮的傳奇小說《金鰲新話》曾有《醉遊浮碧亭記》記述此地。現被朝鮮民主主義人民共和國政府列入第17號國寶。